# Sose halunk meg
A Sose halunk meg 1992-ben készült, 1993-ban bemutatott színes, magyar filmvígjáték-dráma Koltai Róbert rendezésében. A modern magyar filmgyártás egyik legnépszerűbb és legsikeresebb alkotása. Csákányi Lászlónak ez volt az utolsó munkája, aki már nem érte meg a film bemutatóját, mivel 1992. november 3-án elhunyt. Budapesten és Vácon forgatták.

## Ismertető
A film a főszereplő, Koltai Róbert első rendezése volt. A hazai filmtörténet a rendszerváltás utáni időszak első, komolyabb nézettséget elérő közönségfilmjeként tartja számon. A letűnt Kádár-korszak iránti nosztalgiában merengő közhangulatban széles körben pozitív fogadtatásra talált. A bemutatását követően 209 ezren (más források szerint 250 ezren) látták. Koltai Róbert a saját életéből vette az ihletet a a jellegzetesen édesbús esztétikájú (dramedy) mozihoz. Gyuszi bácsi alakját a saját nagybátyjáról mintázta meg. Az elkészült alkotás néhol vidám, néhol szomorkás, de legtöbbször ezeket ötvöző, felejthetetlen és maradandó jeleneteket írt be a filmtörténet nagykönyvébe. Az elsőfilmes rendezőt világszerte elismeréssel illette érte a szakma és a közönség egyaránt, s akárhogyan is nézzük, a Sose halunk meg mára a magyar filmgyártás egyik legsikerültebb, legmaradandóbb alkotásává vált.

## Történet
|  | Alább a cselekmény részletei következnek! |

A történet az 1990-es évek Magyarországán kezdődik. A színész Tordai Imre, munkája végeztével, szokása szerint rohan az ügetőre, hogy kedvenc időtöltésének hódoljon. Szokása szerint ugyanúgy veszít, mint az már megszokott, de ez esetben hirtelen felidéződik benne a kamaszkora, a rég elmúlt hatvanas évek, amikor Gyuszi bácsival egyszer rengeteg pénzt nyertek a fogadáson.
Gyuszi bácsit minden faluban ismerték, sőt, helyenként szerették bohókás és szenvedélyes természetéért. Vásározó vállfaárus volt a hivatása, szenvedélye pedig a nők – és a lovak. Imit nagybátyja vitte el először a lóversenyre, s általa ismerhette meg a szabadság, a nők, az élet ízeit, a néhány együtt töltött szertelen, furcsa nap alatt. Miközben gátlásos, szorongó lénye értetlenül figyelte a nagy álmokat kergető nagybácsit, megtanulta, hogyan kell az emberek figyelmét felkelteni, kapcsolatokat és barátságokat teremteni, és egyáltalán, hogyan lehet boldogulni az életben, alkalomadtán akár a szabályok áthágása árán is.
|  | Itt a vége a cselekmény részletezésének! |

## Szereplők
- Koltai Róbert – Tordai Gyula, „Gyuszi bácsi”
- Szabados Mihály – Tordai Imre „Imi” 17 évesen, Gyula unokaöccse
- Máté Gábor – Tordai Imre felnőttkorában
- Jordán Tamás – vigéc, könyvárus
- Kathleen Gati – Nusi, a vigéc felesége
- Lukáts Andor – pap
- Hunyadkürthy György – Pucus
- Blaskó Péter – Tordai Jenő, Gyula öccse, Imi apja
- Pogány Judit – Imi anyja
- Monori Lili – Teréz
- Vajda László – Csocsó
- Lázár Kati – Csocsó felesége
- Csákányi László – Deutsch bácsi, tánc- és illemtanár
- Lontay Margit – Deutschné
- Helyey László – Balogh II.
- Szirtes Ági – Irma
- Murányi Tünde – Évike
- Hollósi Frigyes – férj a cukrászdában
- Molnár Piroska – feleség a cukrászdában
- Spindler Béla – piacellenőr
- Soós Edit – Mari néni
- Tímár Éva – Magdika
- Csurka László – Simula
- Raksányi Gellért – Titi bácsi, az ügetőn
- Keviczky Ferenc (Kigi) – öreg férfi
- Vári Éva – Ancika, az ügetőn
- Falvay Klári – Berta néni
- Ujlaki Dénes – Sánta Lajos
- Fekete András – Ottó pincér
- Szalma Tamás – lovas rendőr
- Székely B. Miklós – targoncavezető
- Szurdi Miklós – bárzongorista
- Kertész Péter – orvos a kórházban
- Kerekes Éva – ápolónő
- Szerencsi Hugó – Matyi
- Kádár Flóra – könyvvásárló utas a vonaton és vásárló a piacon

valamint:
Baló István, Baracsi Ferenc, Bata János, Beregi Péter, Berkes Kornélia, Bíró Kriszta, Bódis Irén, Boros Bence, Bozó Andrea, Czakó Klára, Czeizel Gábor, Csere Ágnes, Csikos Gábor, Dánffy Sándor, Dévényi Ádám, Domonkos Szilvia, Dunai Károly, Endrődi György, Erdélyi Lajos, Faust András, Fekete Miklós, Flórián Antal, Fonyó József, Garai Róbert, Gőz István, Györgyfalvay Péter, Hámori Eszter, Hevesi András, Hoch László, Horváth Anikó, Horváth Sándor, Kalmár András, Kamondy Imre, Kiss Jenő, Kisvárday Gyula, Koltai Judit, Komlós István, Kósa Béla, Kovács Dénes, Kovács Zsuzsa, Kölgyesi György, Kristóf Tibor, Kruchio Ági, Kuti László, Langbeim Károly, Lipics Zsolt, Markó László, Máhr Ágnes, Márton Eszter, Máté Bálint, Molnár Judit, Molnár Miklós, Nagy Mari, Nógrádi Gergely, Némedi Árpád, Pál Tibor, Pálffy Zsuzsa, Pilinczes József, Rauschenberger János, Róth Ervin, Serf Egyed, Stella Attila, Stettner Ottó, Surányi Imre, Szedmák Zsuzsanna, Szigethy Brigitta, Szilvássy Annamária, Sztarenki Pál, Tóth Béla, Tóth István, Törköly Levente, Tyeplik Béla, Uri István, Urmai Gábor, Varga Anikó, Zováth Adrienn

## Filmzene
A film közismert főcímdala, a Nagy utazás – Dés László (zene) és Bereményi Géza (szöveg) édesbús slágere, Presser Gábor előadásában – azóta az egyik legtöbbet játszott magyar filmzenévé vált. 
Érdekesség, hogy a dalt Dés László eredetileg egy korábbi, csupán mérsékelt sikert elérő színházi darabhoz, a Pantaleón és a hölgyvendégekhez írta - Brazília címen - de Bereményi Géza javaslatára új szöveget írt hozzá. További csavar a dal megszületésében, hogy azt eredetileg Malek Andrea énekelte, de ez a változat nem nyerte el a szerzők tetszését. Ezután kérték fel Presser Gábort a dal eléneklésére.

## Elismerések
- 1992 – Magyar jelölés az Oscar-díjra
- 1992 – Magyar TV- és Filmkritikusok Díja
- 1994 – Bogotai Filmfesztivál – jelölés: legjobb film (Koltai Róbert)
- 2003 – A Nagy utazás című dal megjelent egy európai uniós válogatásalbumon, melyen minden akkori és leendő tagállam egy-egy dallal képviseltette magát, valamint szerepelt az Arany Csirke: Válogatás a legjobb magyar filmslágerekből című albumon is.

## Nézettség
A nézettségi adatok szerint 209 790 jegyet adtak el rá.

## Musical
A filmből Dés László és Nemes István készített musicalt azonos címmel: Sose halunk meg (2007).